# Виртуальная ПЦР
Виртуальная полимеразная цепная реакция (ПЦР in silico, цифровая ПЦР, электронная ПЦР, е-ПЦР) — математический метод компьютерного анализа теоретической полимеразной цепной реакции, использующий данные о нуклеотидных последовательностях праймеров (или ДНК-зондов) для предсказания потенциальной амплификации фрагментов исследуемого генома, хромосомы, или любого другого участка ДНК.
Этот инструмент используют для оптимизации подбора праймеров или ДНК-зондов к ДНК-мишени. Праймеры анализируются на наличие участков связывания и определяется степень их комплементарности к ДНК-мишени.
Некомплементарные основания в участке связывания праймера с ДНК-мишенью снижают стабильность праймера, так как снижают температуру плавления, а также некомплементарные основания в 3'-конце праймера ингибируют инициацию синтеза ДНК в ПЦР с помощью ДНК-полимеразы Taq, которая не обладает корректирующей 3',5'-экзонуклеазной активностью. Если же некомплементарные основания находятся только на 5'-конце праймера и праймер стабилен при конкретной температуре отжига, то в этом случае Taq-полимераза будет использовать данный праймер как затравку для начала синтеза ДНК, комплементарной ДНК-мишени.
Потенциально праймер с любой последовательностью нуклеотидных остатков найдёт комплементарные участки связывания на любой геномной ДНК про- или эукариот. Однако, полимеразная цепная реакция не будет проходить эффективно и синтез ПЦР-продукта будет проходить либо линейно (а не экспоненциально), либо не будет проходить вообще. Это связано, во-первых, с тем, что описано выше, для некомплементарных оснований на 3'-конце и стабильностью праймера; и во-вторых, для ПЦР необходимы два близко расположенных праймера, комплементарных обеим цепям и ориентированных 3'-концами друг к другу.

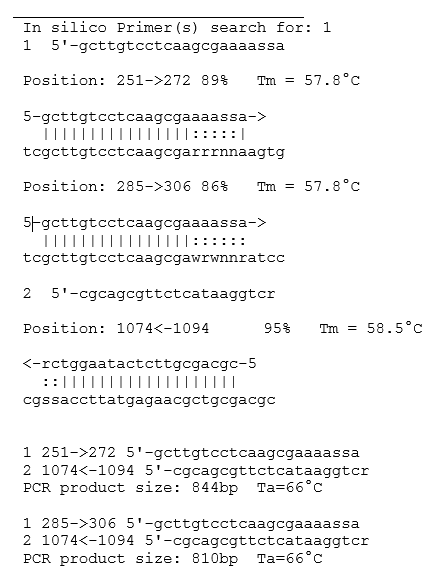
Результат ПЦР in silico с помощью программы FastPCR. Показаны места отжига праймеров и потенциальный ПЦР-продукт

Существует большое разнообразие программ для виртуальной ПЦР, различающихся по набору функций, простоте использования, эффективности и стоимости.
Вероятно, наиболее широко используемыми являются инструмент «Electronic PCR» (электронная ПЦР), представленный в свободном доступе на сайте Национального центра биотехнологической информации (NCBI), а также бесплатная программа компании PrimerDigital.
С другой стороны, платная программа FastPCR  позволяет одновременно тестировать один праймер или набор праймеров (проб), предназначенных для амплификации множественных мишеней. Потенциальные ПЦР-продукты или сайты связывания праймеров могут быть предсказаны как для линейных, так и для кольцевых матриц, для стандартной, обратной или мультиплексной ПЦР. Программа вычислит температуру плавления для праймеров в участке связывания с ДНК-мишенью с некомплементарными основаниями и определит все потенциальные ПЦР-продукты. Можно также анализировать степень комплементарности и взаимодействие праймеров друг с другом.

## Онлайн программы для in silico ПЦР
- PrimerDigital | Инструменты онлайн для ПЦР, in silico ПЦР и анализ праймеров
- Electronic PCR
- In silico simulation of molecular biology experiments